# Grób Ezdrasza

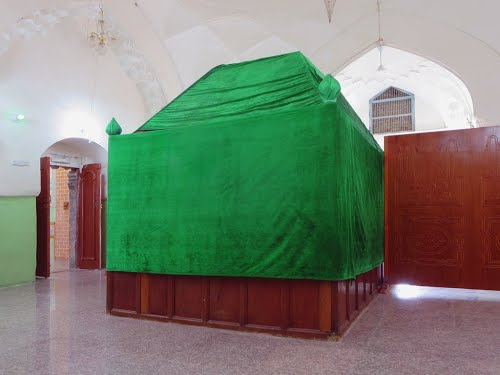
Sarkofag Ezdrasza

Grób Ezdrasza (arab. ضريح العزير, hebr. קבר עזרא הסופר) – grób na zachodnim brzegu Tygrysu niedaleko Basry w Iraku, uznawany przez lokalną tradycję za miejsce pochówku biblijnego Ezdrasza; cel pielgrzymek muzułmanów – Madanów i żydów.

## Historia
Najstarsza wzmianka o grobie biblijnego Ezdrasza w Mezopotamii pochodzi z listu gaona Szeriry Gaona z końca X w. Według zapisów z podróży po Bliskim Wschodzie średniowiecznego poety i podróżnika Yehudy Alhariziego (1170–1235), miał on zasłyszeć opowieści o świetle wznoszącym się z grobu kapłana Ezdrasza w Basrze. Światło uznawane było przez mieszkańców regionu za znak od boga i pielgrzymowali oni do grobu. Rabin Petachia z Ratyzbony, podróżujący w regionie, odnotował również, że Ezdrasz jest pochowany na krańcach Babilonu a kiedy nad grobem unosi się strumień ognia, to sam grób nie jest widoczny. Żydowski podróżnik Beniamin z Tudeli zanotował natomiast, że grób Ezdrasza znajduje się dwa dni na północ od Basry. Według Beniamina z Tudeli, pielgrzymki do grobu odbywali zarówno żydzi jak i muzułmanie, którzy odbywali swoje praktyki w dwóch osobnych miejscach w sąsiedztwie grobu – z przodu grobu żydzi wznieśli synagogę, a Madanowie zbudowali dom modlitwy z tyłu. 

## Architektura
Grób Ezdrasza przykrywa kopuła pokryta płytkami w kolorze zielonym. Wewnątrz znajduje się sarkofag nakryty zieloną tkaniną. Ściany pomieszczenia zdobią inskrypcje w języku hebrajskim. Do pomieszczenia przylega dobrze zachowana synagoga z XIX w. – za pomieszczeniem znajdują się pozostałości konstrukcji z okresu średniowiecza.           